# Muzsik József
Muzsik József (angolul: Joseph Muzsik) (19. század) magyar és amerikai szabadságharcos.

## Élete
Apja Muzsik Károly budai származású londoni kereskedő. Muzsik József honvédtiszt volt az 1848-49-es magyar szabadságharcban. A világosi fegyverletétel utáni száműzetése során Kaliforniába került. Mindvégig részt vett az amerikai polgárháborúban ezredesi beosztásban. A polgárháború befejezése után Virginiában telepedett le. Azonos nevű fia az Antonio Maceo-féle felkelés idején egy virginiai szabadcsapat élén hősi halt Kuba függetlenségéért.